# Aethiocarpa
Aethiocarpa é um género botânico pertencente à família Malvaceae.